# 西脇美唯奈
西脇 美唯奈（にしわき みいな、2001年6月30日 - ）は、滋賀県長浜市出身の女子競輪選手。日本競輪選手会愛知支部所属、ホームバンクは名古屋競輪場。日本競輪選手養成所第120期生。師匠は吉田敏洋（85期）。

## 経歴
高校時代はボート競技に打ち込んでいた。兄の影響で自転車競技に興味を持ち、高校の時、父親にガールズケイリンを勧められ選手を志したという。
2020年1月16日、日本競輪選手養成所第120回技能試験に合格。養成所競走成績は8位（7勝）。卒業記念レースは決勝1着。
2021年5月8日、名古屋競輪場でデビューし1着、デビュー初勝利を挙げた。同年12月30日、岐阜FIIで初優勝（完全優勝）。